# Cyerce bourbonica
Cyerce bourbonica is een slakkensoort uit de familie van de Hermaeidae. De wetenschappelijke naam van de soort is voor het eerst geldig gepubliceerd in 2012 door Yonow.